# Francisco Ésio de Sousa
Francisco Ésio de Souza ou Ésio de Souza nasceu em Senador Sá, Ceará, 24 de setembro de 1935 é engenheiro-agrônomo , técnico em desenvolvimento económico e social e escritor brasileiro. Ingressou em 1963 na superintendência do desenvolvimento do nordeste (SUDENE), órgão criado pelo economista Celso Monteiro Furtado, no governo do presidente Juscelino Kubitschek de Oliveira, onde trabalhou de 1963 a 1991. Anteriormente, foi funcionário concursado do Banco do Nordeste do Brasil, em Fortaleza, Ceará, no período de 1960 a 1962. 
Exerceu diversos cargos na SUDENE, culminando com o de superintendente adjunto de operações na administração do superintendente José Lins Albuquerque (1978). Secretário da agricultura e abastecimento no II Governo Virgilio Távora (1980-1982). Secretário de agricultura e abastecimento do governo Manoel Castro Filho (1982-1983). Secretário de estado do interior do Ceará no Governo Gonzaga Mota (1983-1987). Secretário executivo do programa de revitalização da cotonicultura Cearense — Pro Algodão — do Governo Ciro Gomes (1991-1994). Sócio-efetivo do Instituto Histórico, Geográfico e Antropológico do Estado do Ceará (2002).
Graduado em engenharia agronômica pelo Centro de Ciências Agrárias da Universidade Federal do Ceará (1962), desenvolveu diversas pesquisas, sejam agronômicas, sejam econômicas no campo das espécies oleaginosas. Época em que produziu alguns trabalhos nesta área, bem como passou a exercer cargos de direção superior dentro da estrutura da autarquia. Euclides da Cunha, Guimarães Duque, Iann Fremont, na Agronomia, e Celso Furtado, na economia, tiveram forte influência em seu aprimoramento profissional. Foi membro titular do Diretório Regional do Partido Democrático Social - PDS. Em 1962 casou-se com a escritora e professora de historia — Heloisa Helena Caracas de Souza, com quem teve cinco filhos: Marcos Antônio, Ana Luiza, Francisco Ésio, Taciana Maria e Cristiane. Heloisa Helena é autora dos romances: O Curioso na Trilha das Almas, UFC 2000 — O Livro de Laís, ABC Editora 2006 e A Casa Rosa, Expressão Gráfica 2010. 

## Antecedentes de vida do técnico e do escritor
Traços genealógicos e formação
Descende, tanto do lado paterno quanto do materno, de famílias oriundas do norte de Portugal, Viana de Castelo e Viseu, e Espanha que, ao se deslocarem para Brasil, primeiro se fixaram na zona da mata pernambucana,Goiana e Ipojuca,para depois migrarem para Ribeira do Acaraú na região norte do Estado de Ceará, na segunda metade do século XVIII. Famílias de políticos, comerciantes e pecuaristas com vertentes, não raro, do surgimento de religiosos, intelectuais, oriundos, sobretudo, do lado materno. O capitão-mor José de Xerez Furna Uchoa, o introdutor do café no Ceará, foi um dos troncos mais importantes de sua família do Ceará Colonial, por ter sido vereador na distinta Vila Real de Sobral e um dos poucos intelectuais da zona norte do Estado em sua época por ter escrito suas memórias genealógicas. Ainda sobre Furna Uchoa veja-se o que diz Araújo: “Homem ilustrado e viajado, Furna Uchoa visitou por duas vezes, a corte de França, no esplendor do reinado de Luís XV. Em uma dessas viagens recebeu das mãos do duque de Choiseul duas mudas de café que trouxe e plantou no sítio Santa Úrsula de sua propriedade, sobre a Serra da Meruoca, em 1747. Foram os primeiros cafeeiros plantados no Ceara”.

## Trajetória
A infância em Senador-Sá, 1935 a 1948
Do nascimento a puberdade viveu a vida de menino sertanejo no interior de seu Estado natal, o Ceará.
A juventude em Fortaleza, Ceará, 1949 a 1963

Com a transferência de seus pais para Fortaleza, Ceará, cursa os estudos secundários e superiores, ingressando, em seguida, através de concurso público, no Banco do Nordeste do Brasil. Casa-se e gradua-se em engenharia-agronômica. 

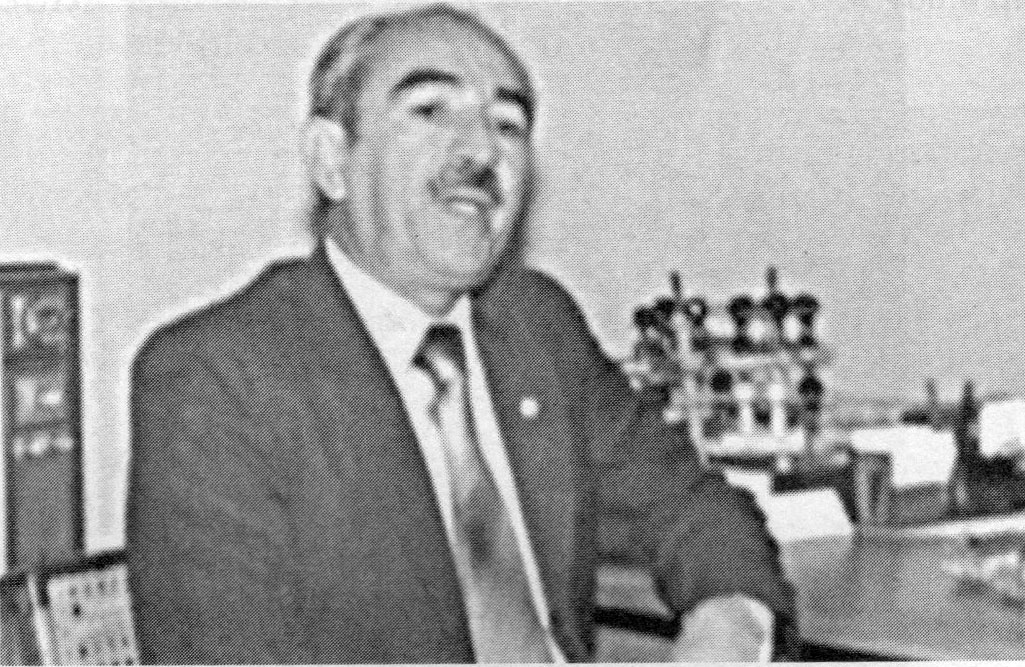
Coordenador do Grupo Regional de Coordenação e Acompanhamento do POLONORDESTE na Sudene, Recife 31 de maio de 1976.

O técnico da SUDENE em Recife, Pernambuco, 1963-1979
Em 1963 faz o II curso de economia agrícola, já patrocinado pela SUDENE, como condição para o acesso ao quadro técnico da autarquia. Oportunidade em que trouxe a família para se fixar no Recife, Pernambuco. Depois de perpassar por diversos cargos intermediários administrativos na autarquia, assume a Superintendência Adjunta de Operações. É convidado oficialmente pela Organização para Agricultura e Alimentação (FAO), das Nações Unidas para participar como técnico do Projeto de Valorização Rural do Andes junto ao governo do Equador. Missão não cumprida pela não liberação do governo brasileiro. Em 1971, integra a equipe central de coordenação de plano de desenvolvimento regional do Nordeste. Em 1972 e 1973 — Participa como  

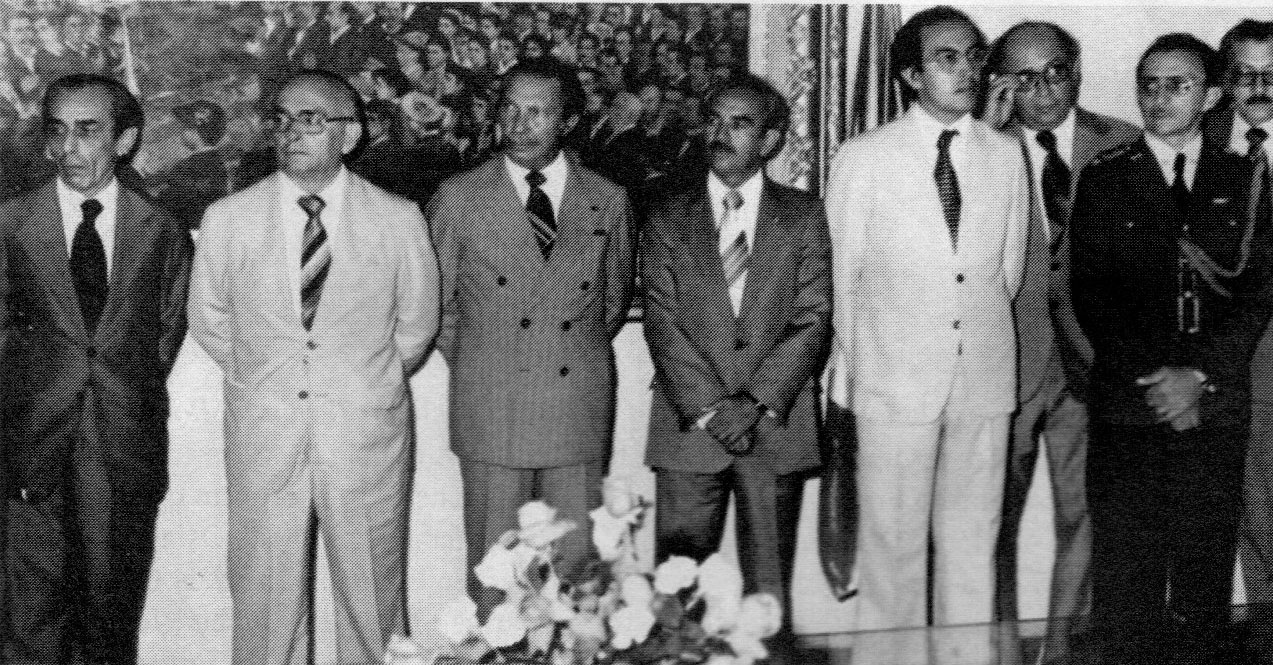
Solenidade ocorrida no Salão Nobre do Palácio da Abolição, em Fortaleza, sede do Governo do Ceará, 17 de janeiro de 1980

conferencista do ciclo de palestras do programa INSUNI — Integração SUDENE/Universidade. Integra o Coconut Breeders — Consultative Comittee da FAO. Membro do conselho deliberativo do Instituto de Pesquisas Agropecuárias de Pernambuco — IPA. Representa o Governo do Estado do Ceará, junto ao conselho deliberativo da SUDENE, em diversas oportunidades, período 1983-1987. Membro do conselho de administração do Departamento Nacional de Obras Contra as Secas. Em 1977 representa o governo brasileiro (Ministério Interior/SUDENE), junto ao banco mundial, em Washington, nas negociações de empréstimo para projeto de desenvolvimento rural integrado da Ibiapaba, no Ceará — Brasil. 
O Técnico da SUDENE, de volta ao Ceará, à disposição de outros órgãos, 1979-1991
Funções e cargos administrativos

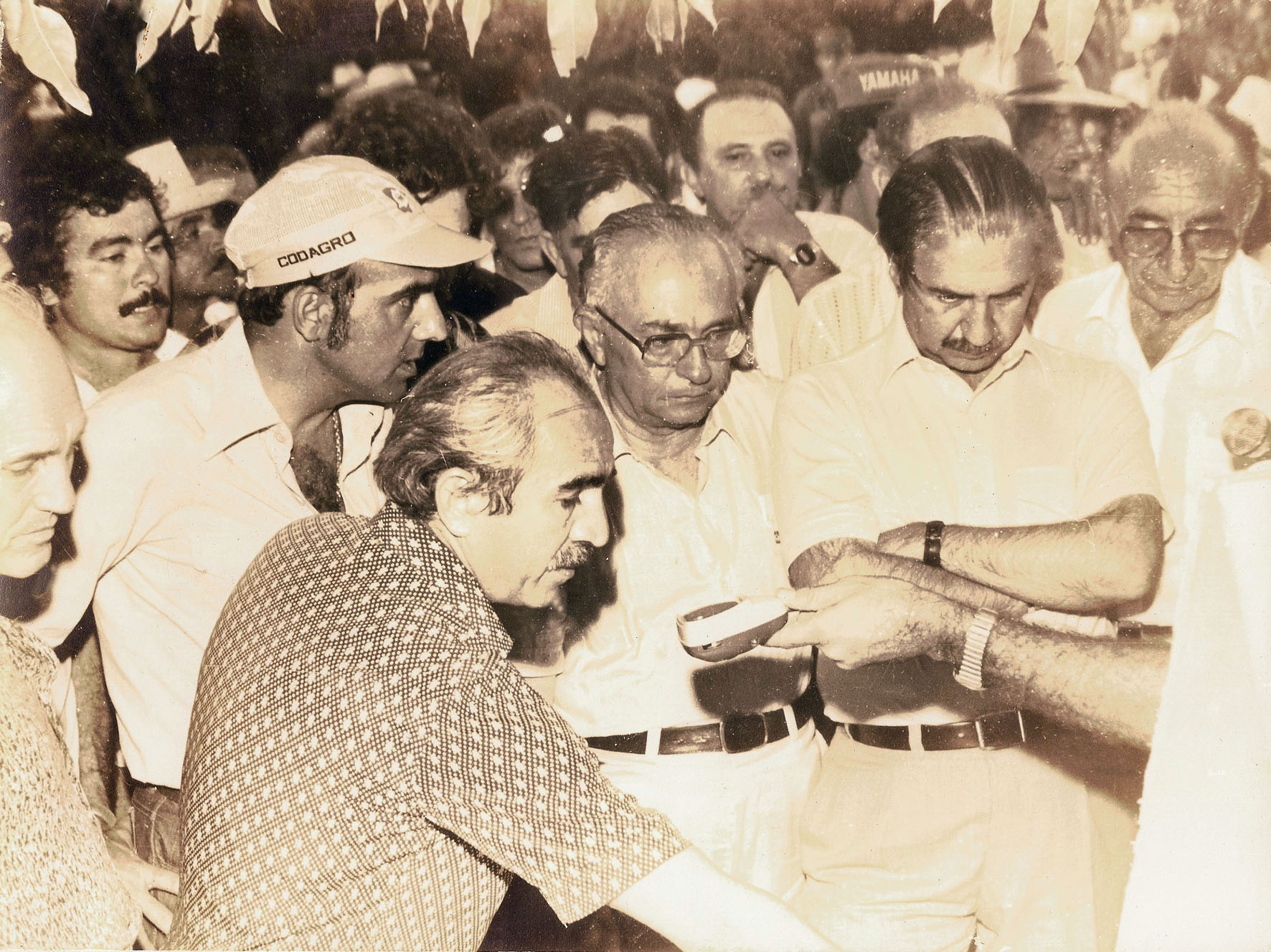
Limoeiro do Norte — Secretário Ésio de Souza expõe obras ao então Governador Virgílio Távora e ao Ministro Amaury Stabily - Ano de 1982 (Foto: Secretaria de Comunicações (SECOM) do Governo do Estado do Ceará

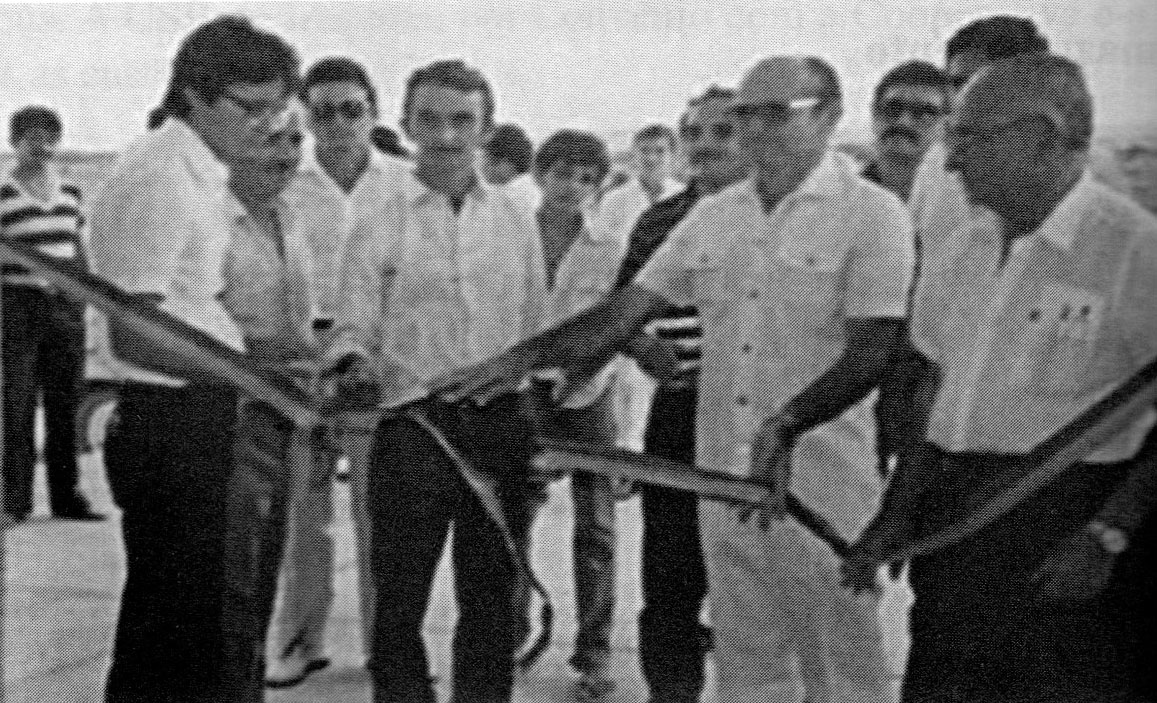
Inauguração de armazém em Boa Viagem em 1982

- Assessor do diretor geral do Departamento Nacional de Obras Contras as Secas (DNOCS) na administração do engenheiro José Osvaldo Pontes(1979).

Governo Virgílio Távora, 1980-1982
- Secretario de agricultura e abastecimento do Estado do Ceará, 1980-1982, Sucedendo a José Otamar de Carvalho. Foi destacado pelo comitê de imprensa da Assembléia Legislativa do Ceará com o diploma de secretário de estado do ano de 1982.

Governo Manoel Castro Filho, 1982-1983, Mandato tampão
- Secretário de agricultura e abastecimento do Ceará, 1982-1983. Sucedido por Alfredo Lopes Neto.

Governo Gonzaga Mota, 1983-1987
- Secretário de assuntos extraordinários e depois secretário do interior pela  transformação desta secretaria em secretaria do interior, 1983 a 1987. Precedido por José Airton de Almeida Machado.

Vida pós SUDENE - Início em 1991. Assume funções e cargos administrativos comissionados
Governo Ciro Gomes, 1991-1994
- Secretário executivo do grupo especial da cotonicultura cearense, 1992-1994.

- Coordenador do escritório regional da Sudene, no Ceará, 1996-2001[nota 20].

- Sócio-efetivo do Instituto Histórico Geográfico e Antropológico do Ceará, 2002.

## Produção técnica e literária

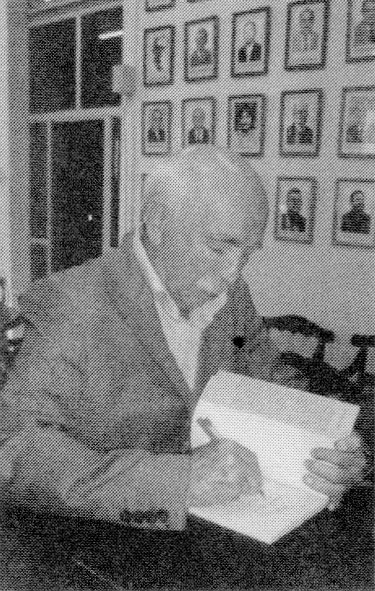
Autografando no auditório Barão de Studart no Instituto do Ceará em Fortaleza, 21.08.17

Livros, artigos e discursos de Ésio de Souza sobre agricultura
- "Discurso proferido em 10 de outubro de 2009, no Salão Sonata do Hotel Sonata Iracema, Fortaleza (CE), por ocasião do recebimento  da "Medalha Guimarães Duque" de 2009, da Associação dos Engenheiross Agrônomos do Ceará, por intermédio de seu presidente Francisco de Assis Bezerra Leite. Revista do Instituto Histórico do Ceará - páginas 207 a 306 Tomo CXXIII Volume 123 Ano de 2009. Fortaleza(CE) Brasil.
- Pró-Algodão (Programa de revitalização da cotonicultura cearense). Coordenador - Pacto de Cooperação – Secretaria de Agricultura e Reforma Agrária do Ceará, Brasil, 1994.
- Contribuição ao desenvolvimento das espécies oleaginosas no Nordeste – Recife, Brasil - Departamento de Agricultura e Abastecimento da SUDENE, 1972.
- Aspectos da Cultura do Coqueiro no Nordeste – Série: Brasil. SUDENE. Agricultura, 14 Recife, Pernambuco, 1968.
- La Cocoteraie du Pernambouc. Co-autor com René Christoi – Oleagineux – Revue internationale des corps gras – 20 année n.4 Avril 1965. Paris - France. páginas 218 a 225.
- Colonização: um passado presente" artigo publicado pela Revista do Instituto Histórico do Ceará.  Tomo CXXIV. Ano CXXIV. Volume 124. Ano 2010  páginas  179 a188 - Artigo baseado em viagens feitas pelo autor a Portugal nos anos de  1992 e 2009.
- Artigo de minha autoria:"NORDESTE BRASILEIRO: A MARCHA LENTA PARA ADOÇÃO DOS AVANÇOS TECNOLÓGICOS" FONTE - REVISTA DA ACADEMIA CEARENSE DE ENGENHARIA - JOURNAL OF CEARÁ ENGINEERING ACADEMY - VOL.2 N.1 Jan - jun.2017. Págs. 5 a 21 - Fortaleza (CE). 2017. Impressão &Acabamento - Expressão Gráfica e Editora Fortaleza (CE) Brasil.

Livros, ensaios, palestras e entrevistas sobre literatura, história e desenvolvimento econômico e social
- Vozes Sem Eco: a angústia dos miseráveis e a  revolta da natureza - Rio de Janeiro: Íbis Libris, 2012 - 582 p.,23 cm.

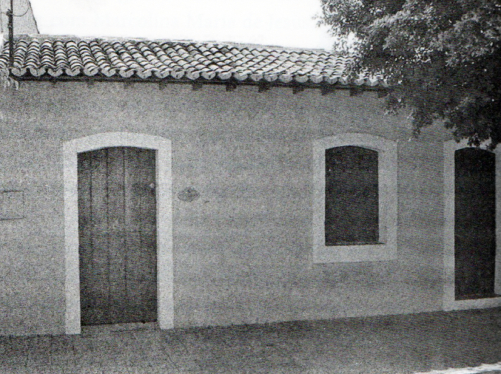
Residência oficial do Capitão-mor, José de Xerez Furna Uchoa, pioneiro da introdução do café no Ceará. Situada na distinta Villa Real Sobral, em 22 de março de 1776.

- Residência oficial do Capitão-mor, José de Xerez Furna Uchoa, pioneiro da introdução do café no Ceará. Situada na distinta Villa Real Sobral, em 22 de março de 1776.Capitão-mor José de Xerez Furna Uchoa – O Introdutor do Café no Ceará – O Homem e Seu Tempo 1722-1797. ABC editora – Fortaleza, Ceará, Brasil. ISBN 85-7536-150, 2008.
- Aspectos da Questão Regional Nordestina – Revista do instituto do Ceará, páginas 287 a 304 Tomo CXVII. Volume 117 ano de 2003 – Fortaleza, Ceará, Brasil.
- A Fagulha da Abolição – Romance – Edições Livro Técnico – Fortaleza, Ceará. Copyright 2004.
- No Rastro do Boi: Conquistas, Lendas e Mitos – Coleção Alagadiço – Universidade Federa, do Ceará - UFC 2000.
- O Poder das Amarras – Romance. Fortaleza, Edicon, 1997 –  Fortaleza, Ceará.
- Entrevista "O Diário do Nordeste", 28 de julho de 2002, sob o título "Crescer é o desafio do Nordeste"
- O livro " O Nordeste Brasileiro - invenção, espaço e dinâmica foi editado e publicado  pelo Senado Federal em abril de 2017. Após três meses o citado livro estava esgotado.
- A SUDENE e o Instituto do Ceará - A trajetória do autor, da SUDENE para a FAO - Organização para a Agricultura e Alimentação - Órgão das Nações Unidas (ONU). Revista do Instituto do Ceará, Volume 135, 2021 (páginas 231 a 301.

## Opiniões
- Vozes sem Eco constitui " Valioso acréscimo para nossos sistemas e será de grande valia para os pesquisadores que visitam a Coleção" [ Latino Americana Benson do Instituto Latino Americano de  Estudos Tereza Lozano Long da Universidade do Texas (Austin)]. U.S.A. – Charles R. Hale - Diretor.
- Vozes sem eco - "Suas percepções  são importantes, porque são idealizadas com percuciente visão de mundo. Do que li neste livro mostra a relevância conferida  a " Os Sertões" , a obra magna  de Euclides da Cunha, é possível pensar na coerência da construção de obras  como "Sobrados  e Mucambos" ou "Rurbanização: que é" ambas de Gilberto Freire. – Otmar de Carvalho - Doutor em Economia pela UNICAMP  - FONTE - VOZES SEM ECO - " UMA ABORDAGEM DESENVOLVIMENTISTA "  DIARIO DO NORDESTE - Fortaleza- Ceará, 7 de dezembro de 2013.

## Atualidade

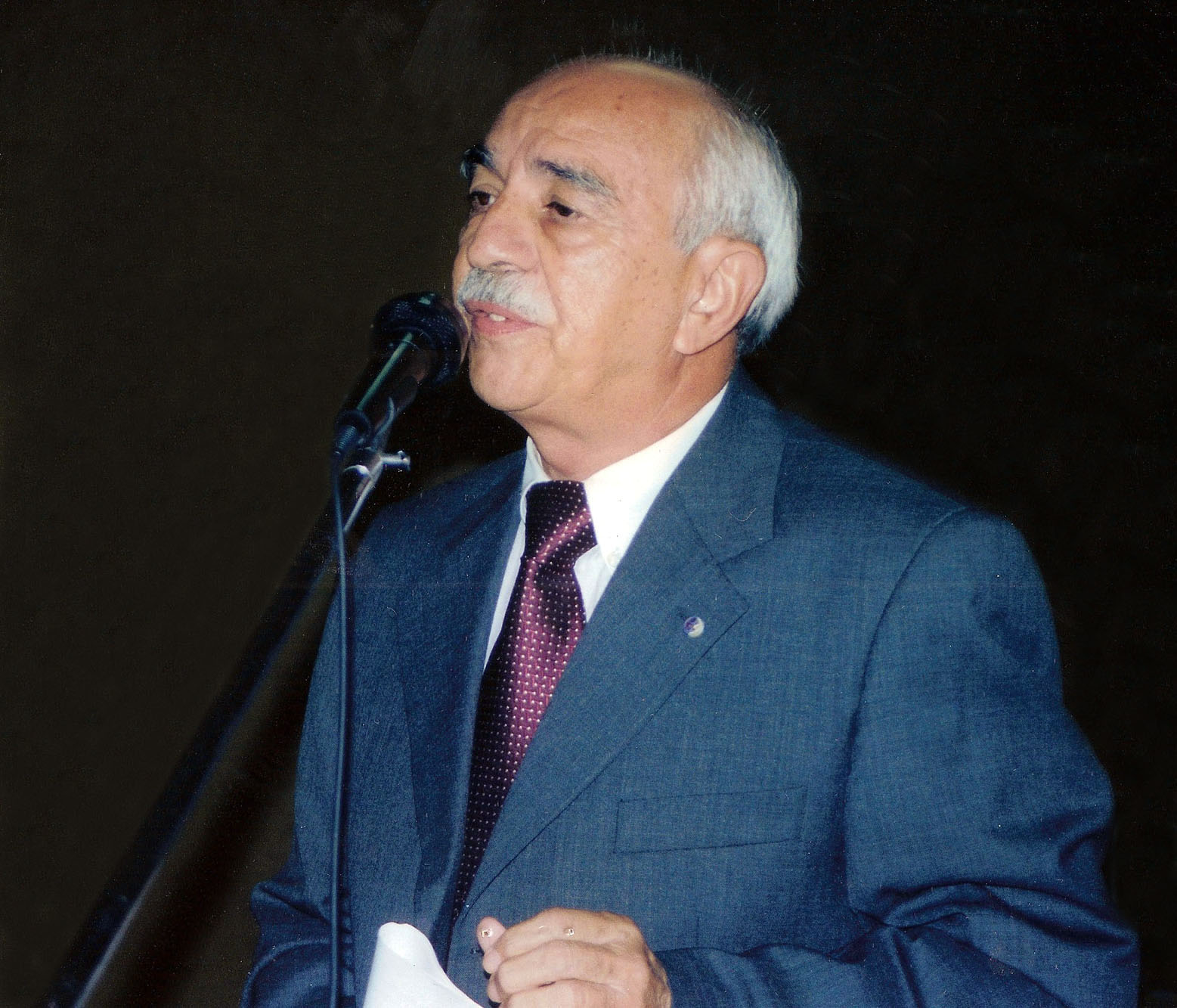
Discurso de posse como membro efetivo do Instituto Histórico do Ceará, Fortaleza, Ceará

- Francisco Ésio de Souza é Sócio-Efetivo do Instituto Histórico, Geográfico e Antropológico do Ceará, com dedicação à pesquisa histórica e a literatura. Sócio-efetivo da União Brasileira de Escritores (UBE-PE), por decisão da Diretoria, em 15.09.2010, sob a presidência do escritor Alexandre Santos. É membro do conselho deliberativo da Associação dos Engenheiros Agrônomos do Estado do Ceará[nota 21]. Recentemente concluiu um livro que enfatiza as injustiças sociais do planeta terra, especialmente da América Latina e África. Além de escrever ensaios e palestras que são proferidas no Instituto Histórico do Ceará. Francisco Esio de Souza na bienal do livro de 2022, em Fortaleza

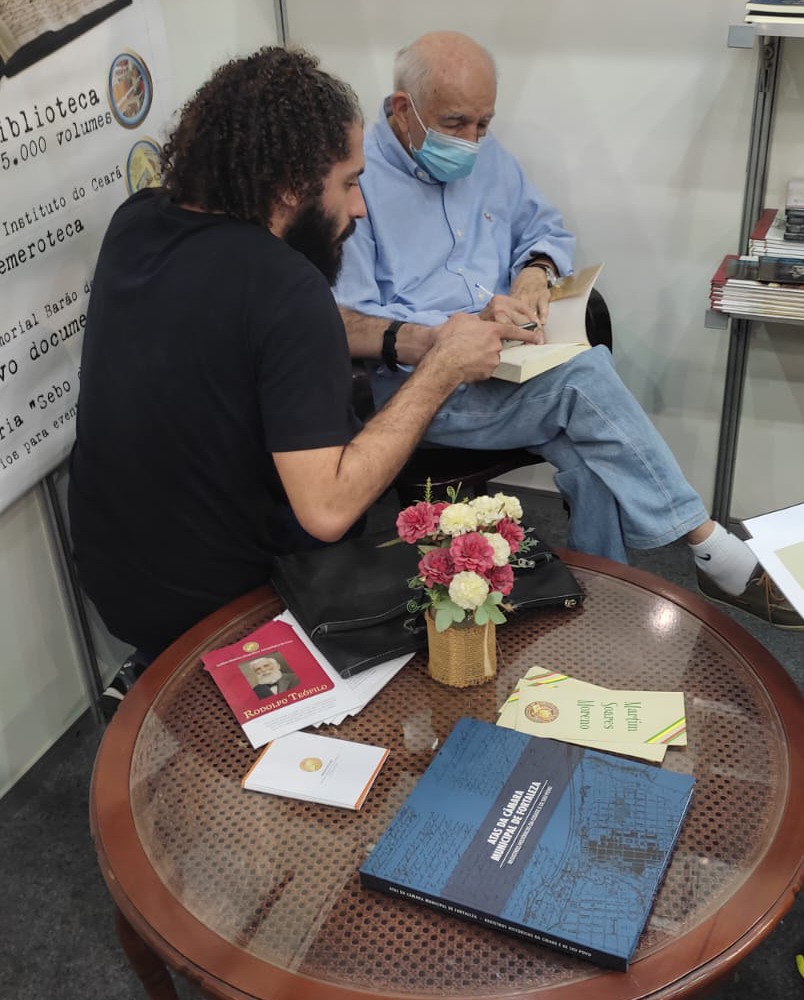
Francisco Esio de Souza na bienal do livro de 2022, em Fortaleza

- Membro fundador da Academia Cearense de Engenharia, ocupando a cadeira de número 7, cujo patrono é o professor Dias da Rocha
- Por ato da presidência do Instituto Histórico do Ceará - Gal. Júlio Lima Verde Campos de Oliveira, foi designado o sócio efetivo Francisco Ésio de Souza para exercer a Vice-presidência do referido Instituto a partir de 8 de março de 2021.
- O vice-presidente do Instituto Histórico, Geográfico e Antropológico do Ceará e escritor cearense, Francisco Esio de Souza, expôs e autografou obras no bienal do livro de 2022, em Fortaleza.

## Cronologia sumária
- 24 de setembro de 1935 – Nasce em Pitombeiras, então distrito de Massapê, Ceará, emancipado com denominação de Senador-Sá, Ceará, filho primogênito de Joaquim Marques de Souza e Maria do Carmo Carvalho de Souza.
- 1963-1991 - Técnico da Superintendência do Desenvolvimento do Nordeste, SUDENE.
- 1978 - Superintendente adjunto de operações da SUDENE na administração do engenheiro José Lins Albuquerque.
- 1980-1982 - Secretário de agricultura a abastecimento do Estado Ceará do II Governo Virgilio Távora.
- 1983 - Secretário de agricultura e abastecimento do Estado do Ceará, no governo tampão de Manoel Castro Filho.
- 1983-1987 - Secretário para assuntos extraordinários do Estado do Ceará. Secretaria esta transformada em secretaria do interior do governo Gonzaga Mota.
- 2002 - Tomou posse como sócio-efetivo, em caráter vitalício, do Instituto Histórico, Geográfico e Antropológico do Estado do Ceará. Na vacância da cadeira de Francisco Alves de Andrade.

## Categoria
- Escritores contemporâneos do Brasil;
- Engenheiros agrônomos do Brasil;
- Sócios efetivos do Instituto Histórico do Ceará;
- Escritores do Ceará;
- Ex-técnicos da superintendência desenvolvimento do nordeste (SUDENE);
- Ex-secretários de Estado do Ceará.
- O nordeste brasileiro: invenção, espaço e dinâmica (2017)